# Roberto Navarro Muñoz
Roberto Navarro Muñoz (Barcelona, 12 d'abril de 2002) és un futbolista català que juga com a migcampista a l'Athletic Club.

## Trajectòria
Navarro va néixer a Barcelona, Catalunya, però es va mudar a Pamplona, Navarra a edat primerenca. Va començar a jugar al futbol amb l'equip local CA Osasuna abans d'unir-se al FC Barcelona als 11 anys, vivint amb els seus avis materns.
El 3 de juliol de 2018, Navarro va signar amb l'AS Monaco FC. Va fer el seu debut absolut amb el club en una victòria per 1-0 en la Copa de França sobre el Canet Roussillon FC el 6 de gener de 2019, i als 16 anys i 8 mesos va ser el seu debutant sènior més jove.
El 2 de setembre de 2019, Navarro va signar un contracte professional amb la Reial Societat per tres anys, sent inicialment assignat al filial a Segona Divisió B, encara que va jugar trenta-cinc minuts de Primera contra el Barcelona FC i va ser suplent en diversos partits.
A començaments de la temporada 2021–22, el director de futbol de la Reial Societat Roberto Olabe va anunciar que Navarro i el seu company del Sanse Jon Pacheco eren promocionats al primer equip. El gener de 2022, Navarro va tornar a baixar a l'equip B, a causa de l'arribada de Rafinha al primer equip, cedit per sis mesos.
El 7 d'agost de 2022, Navarro va retornar al primer equip, i se li assignà el dorsal 17.

#### Cessió al Cadis
L'1 de setembre de 2023, Navarro fou cedit a un altre equip de primera divisió, el Cadis CF, per la temporada 2023–24. Va marcar el seu primer gol a primera divisió el següent 29 de març, el guanyador en una victòria a casa per 1–0 contra el Granada CF.

### Mallorca
El 29 d'agost de 2024, Navarro va signar amb el RCD Mallorca també de primera divisó un contracte per un any. Va deixar el club el 23 de juny de l'any següent, després de fer un gol en un total de 25 partits.

### Athletic Club
El mateix dia que Navarro va deixar el Mallorca, l'Atlètic de Bilbao va anunciar el seu fitxatge amb un contracte de cinc anys. Tot i que va néixer a Catalunya i s'hi va desenvolupar com a futbolista, va ser considerat elegible per unir-se a l'Athletic segons la seva política de fitxatges a causa dels anys d'infància que va passar a Pamplona, inclòs el temps al planter de l'Osasuna.

## Vida personal
El pare de Navarro, Roberto, també va ser futbolista professiónal. Jugava de defensa, i va fer-ho principalment al CA Osasuna B, la UE Sant Andreu i el CE L'Hospitalet.